# Arcangeloscia buettneroides
Arcangeloscia buettneroides är en kräftdjursart som beskrevs av Helmut Schmalfuss och Franco Ferrara 1978. Arcangeloscia buettneroides ingår i släktet Arcangeloscia och familjen Philosciidae. Inga underarter finns listade i Catalogue of Life.